# 菲律宾全国民主阵线
菲律宾全国民主阵线（缩写为PDPP，缩写为NDF或NDFP），又译菲律宾民族民主阵线，成立于1973年4月24日，是菲律宾的一个左翼政治联盟。由进步团体、工会、农会、土著权益组织、左翼政党及其它相关组织组成，主导者是菲律宾共产党。它的代表人物有何塞·马里亚·西松、菲德尔·阿格考伊利和路易斯·哈兰多尼。它曾派代表作为观察员参加国际共产主义研讨会。它是更广泛的菲律宾左翼政治联盟全国民主运动的成员。

## 目标
全国民主阵线提出了12项方案，以实现“民族解放和民主，力求为所有渴望真正的民族自由和民主、持久和平和进步菲律宾的国外和国内的社会阶层、部门、团体和个人提供统一的广泛基础。”

## 成员
包括：
- 菲律宾共产党
- 新人民军
- 摩洛抵抗和解放组织
- 爱国青年